# Bruno Candrian
Bruno Candrian (21 de mayo de 1947) es un jinete suizo que compitió en la modalidad de salto ecuestre.
Ganó tres medallas en el Campeonato Europeo de Saltos Ecuestres, en los años 1975 y 1981. Participó en dos Juegos Olímpicos de Verano, en los años 1976 y 1984, ocupando el quinto lugar en Los Ángeles 1984, en las pruebas individual y por equipos.

## Palmarés internacional
| Campeonato Europeo | Campeonato Europeo | Campeonato Europeo | Campeonato Europeo |
| Año                | Lugar              | Medalla            | Categoría          |
| ------------------ | ------------------ | ------------------ | ------------------ |
| 1975               | Múnich (RFA)       | Medalla de plata   | Por equipos        |
| 1981               | Múnich (RFA)       | Medalla de plata   | Por equipos        |
| 1981               | Múnich (RFA)       | Medalla de bronce  | Individual         |